# Noelle (film 2007)
Noelle è un film del 2007 diretto da David Wall.

## Trama
Settimana prima di Natale: Padre Jonathan Keene, arriva in un piccolo villaggio di pescatori per chiudere una parrocchia morente, ma si "impiglia" nelle vite degli abitanti del villaggio.